# 科斯托穆克沙
科斯托穆克沙（俄语：Костому́кша）是俄羅斯西北部卡累利阿共和國西部的一個城市，距離芬蘭30公里。位於彼得羅扎沃茨克以北500公里、聖彼得堡1,000公里。2010年人口28,436人。

## 地理
俄羅斯境內最鄰近的大城市有聖彼得堡與彼得羅扎沃茨克，皆以鐵路與科斯托穆克沙相通。芬蘭境內最鄰近的城鎮是庫赫莫與卡亞尼。

## 歷史
科斯托穆克沙於1977年設立，居民自蘇聯各地遷徙來此。根據蘇聯政府與芬蘭政府的協議，科斯托穆克沙的建設大多數都由芬蘭的建設公司完成。1983年正式設市。此後則由蘇聯的建設公司進行城市發展擴張，同時也保有了許多公園綠地。

## 姐妹城市
- 芬兰庫赫莫

## 外部連結
- 科斯托穆克沙市官方網站 （页面存档备份，存于）